# Catasetum saccatum
Catasetum saccatum är en orkidéart som beskrevs av John Lindley. Catasetum saccatum ingår i släktet Catasetum och familjen orkidéer. Inga underarter finns listade i Catalogue of Life.

## Bildgalleri

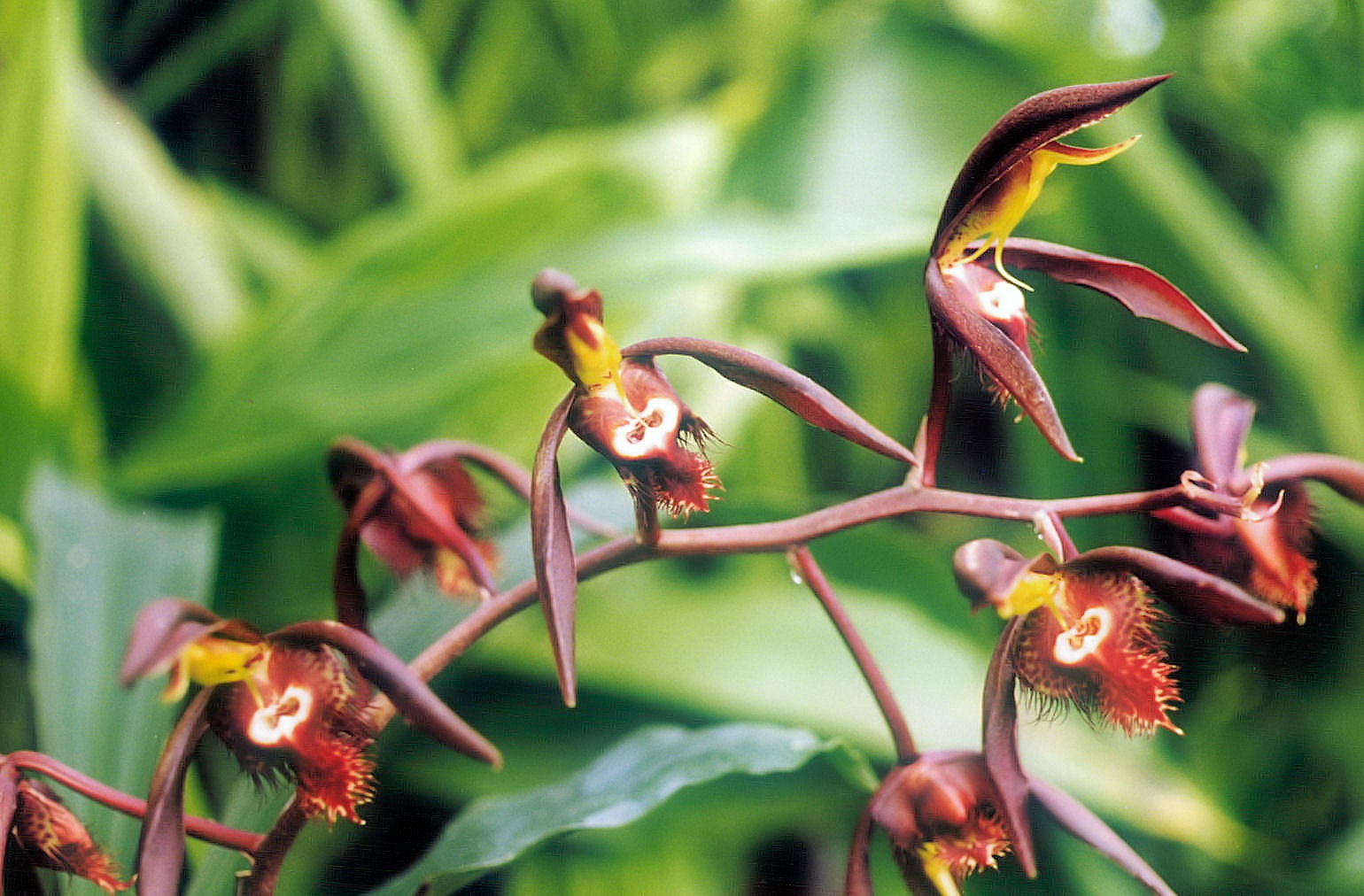
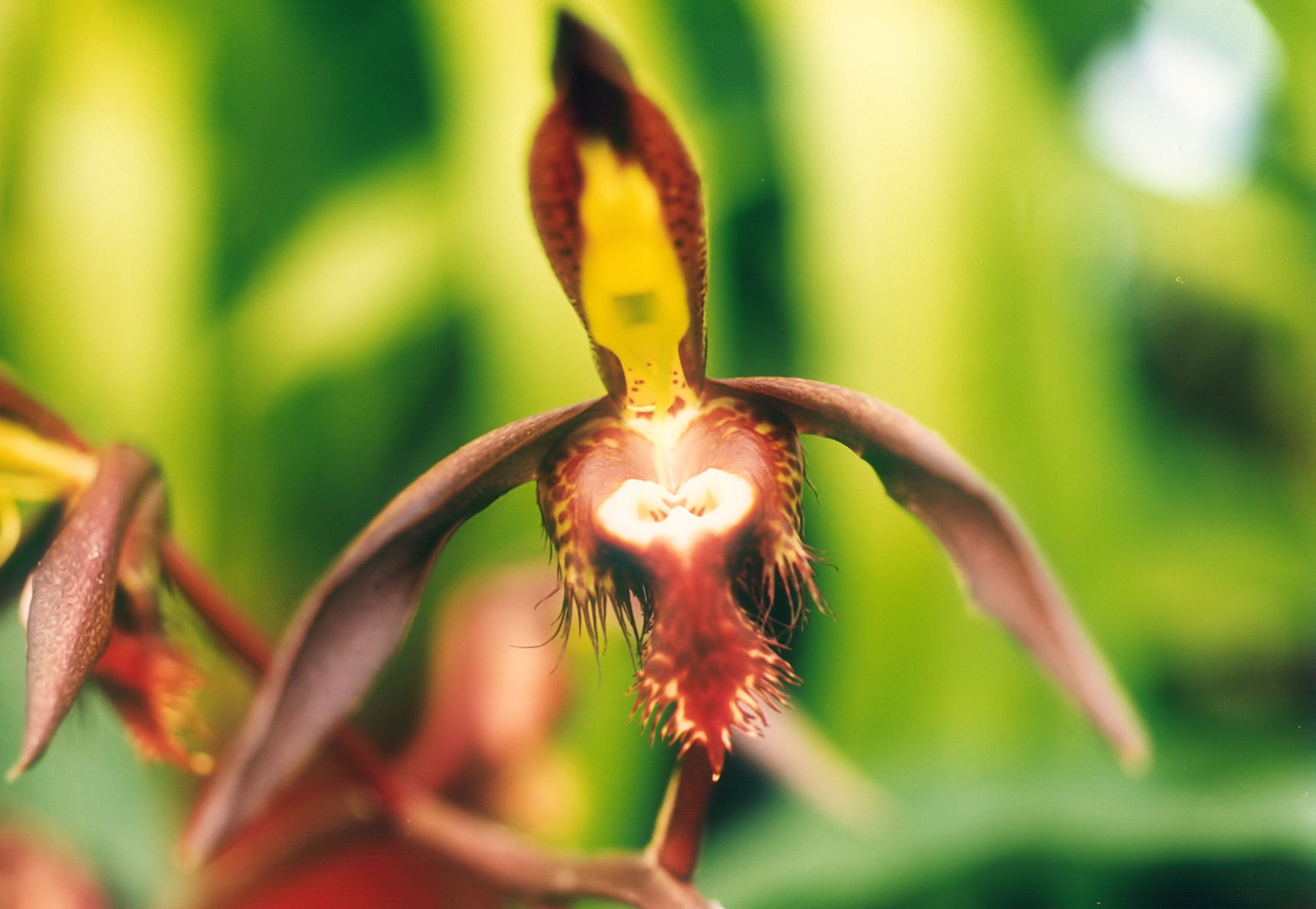
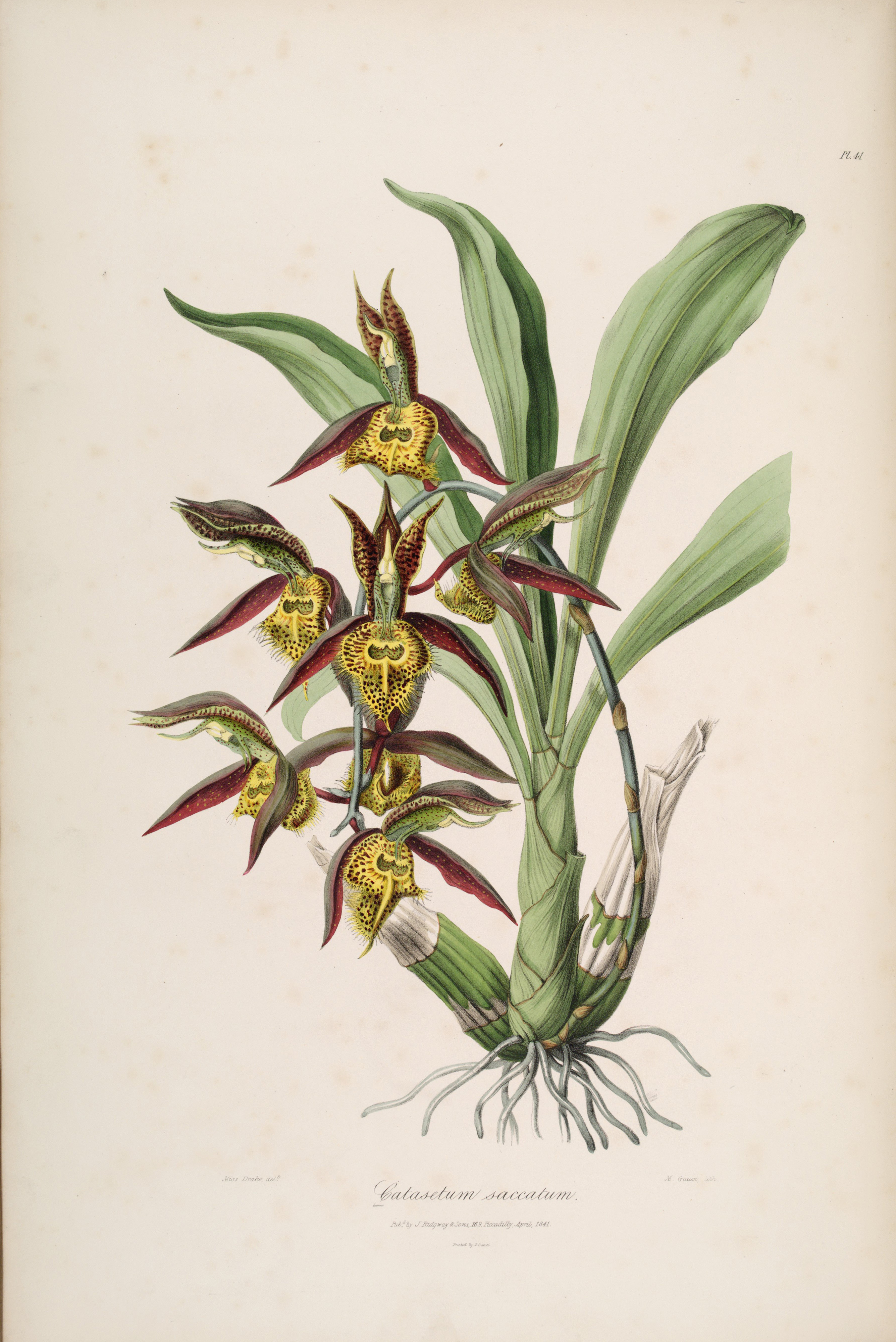
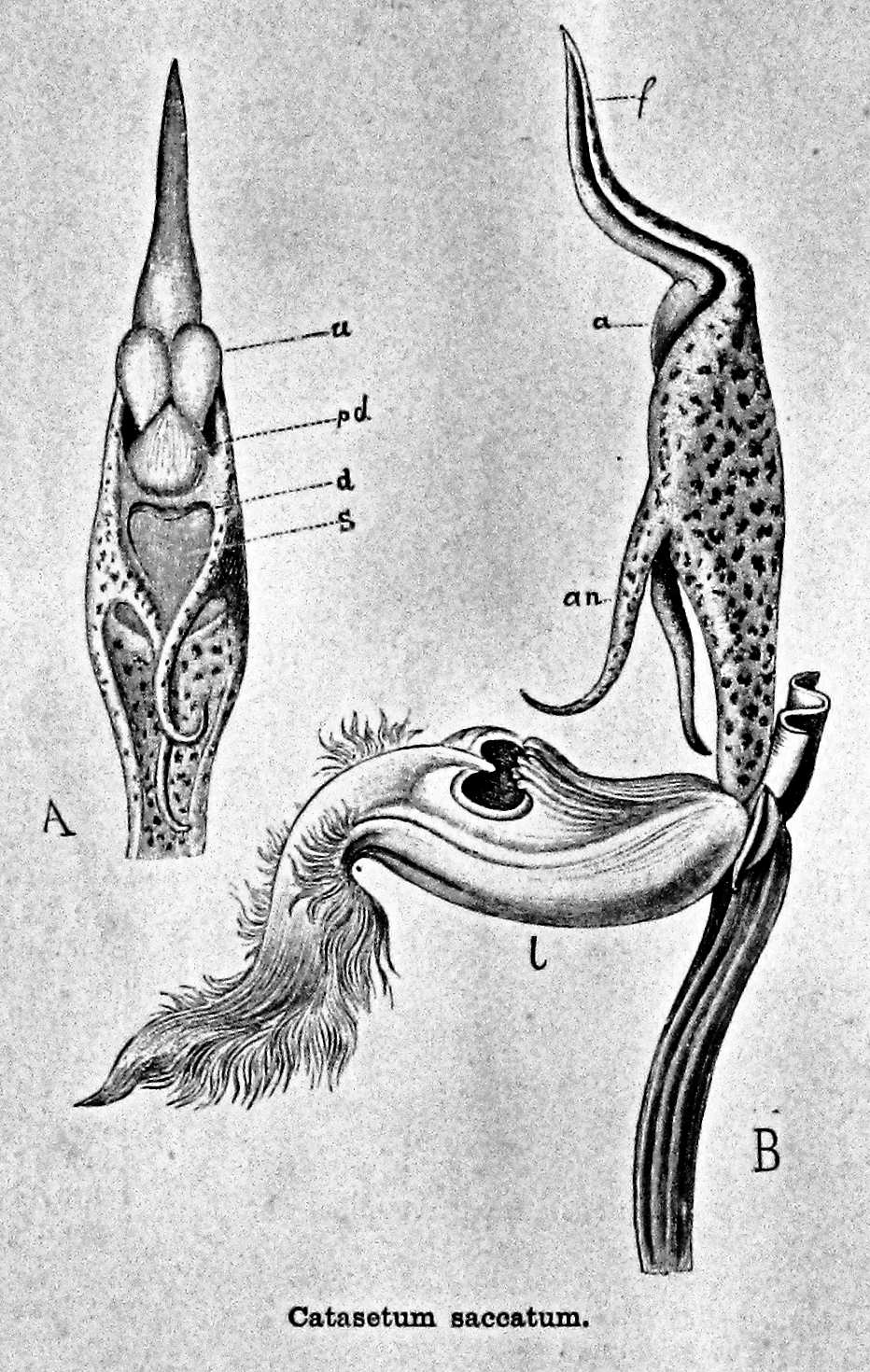
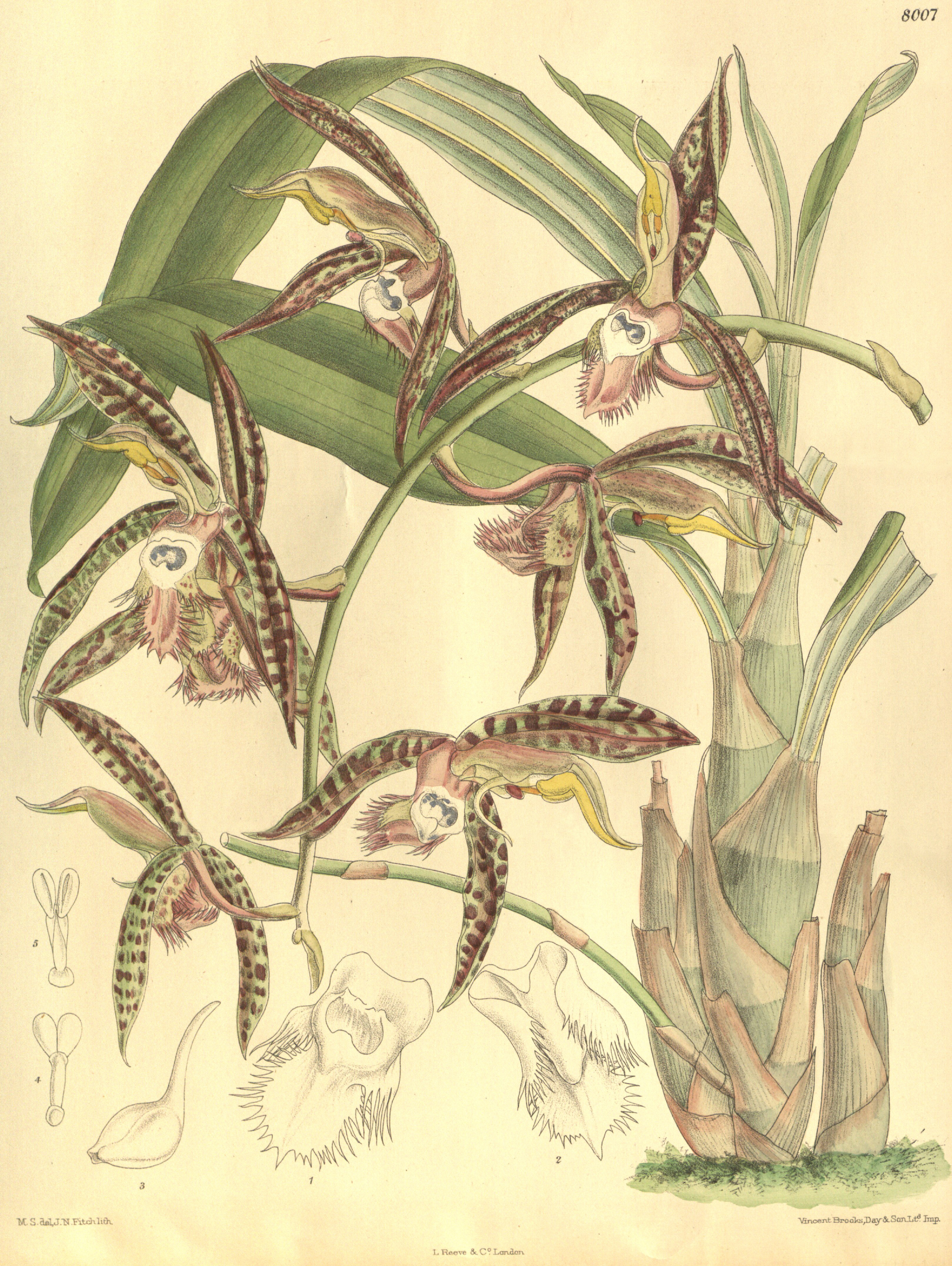